# DADDYFACE
DADDYFACE（ダディフェイス）は、伊達将範による日本のSFライトノベル。イラストレーターは西E田。電撃文庫（メディアワークス）より2000年3月から刊行されている。

## 概要
孤児院育ちの貧乏大学生である草刈鷲士、彼のつましい暮らしは実の娘を自称する美少女・美沙が現れた事により一変した。その美沙はトレジャーハンターとして活躍しており、鷲士は事件に巻き込まれ、世界中を引きずり回されるのだった。

## 用語
ダーティフェイス
数々の古代文明の遺産を発掘した天才的なトレジャーハンター（宝探し）。その業績に反してあまりにも正体不明であることから「人前に出せないほど汚い顔なのではないか」との揶揄から付けられたニックネーム。また、宝物の回収のためには遺跡自体を破壊することをいとわない強引さからも“ダーティ”といわれているようである。ミュージアムからは、鷲士こそがダーティフェイスだと思われているが、これは美沙の偽装工作から生まれた誤解で、美沙を中心としたチームこそがダーティフェイスである。
ミュージアム
超古代文明の遺産回収を目的とした秘密結社。古代フェニキアにおいて、来訪者の遺した製造物を収集した博物館があり、その管理者の末裔たちが母体となった集団。指導者たる館長、最高幹部の長老のもと、高等要員のハイキュレーター、中堅の現場指揮官、下級戦闘員、ホムンクルスで構成される。
現在は館長の体調不良もあり、長老のデウス・エキセドルが館長代理として振舞っているが、彼より古参のハイキュレーターたちからは快く思われておらず、組織には不穏な雰囲気が流れている。
ハイキュレーター
ハイアートと呼ばれるオーパーツの使用を許された上級幹部たち。ミュージアムの実行部隊を率いる。その実力は、九頭竜の使い手である鷲士をもしばしば死地に追いつめる。なお、正確にはシェピロもハイキュレーターの地位にある。
九頭竜（くずりゅう）
蝦夷に伝わる妖拳法。深海の大破壊竜の気脈を、人間の体で再現する技術。熟練した使い手は、銃弾の弾道を見切り、水面に立ち、厚い鉄板を素手で貫く。1944年の満州において関東軍731部隊の一兵士が使用したのが、歴史上最後に確認された九頭竜の記録である。武術というよりは「仙術に対抗するための仙術」（対仙術仙術）であるとされる。
伝承によれば、周の時代、崑崙の太上老君や羌子牙の弾圧に対抗して、蓬萊山の東から現れた巨大な竜が教えた気脈の使い方が起源とされる。竜の弟子となった者たちは、羌子牙や太上老君を倒し、仙人たちを崑崙に封じた後、その奇怪な戦闘術に師である竜の名を冠したという。
特徴としては、攻撃と返しの技が右半身と左半身に完全に分かれている。右の攻撃を右竜、左の返しを左竜と称する。また、女性の使う女竜という系統も存在するらしい。
来訪者（らいほうしゃ）
来たりて訪なう者たち。かつて究極の文明として、石や木で作った宇宙船を飛ばし、銀河を渡り歩き、偽りの太陽をも浮かべる技術を持った神の如き種族。数億種の知性種を率いた絶対の導き手。かつて地球において一大拠点を築きあげ、超科学の産物である数々の痕跡を残した。

## 登場人物

### 主人公とその家族
草刈 鷲士（くさかり しゅうじ）
どう見てもみすぼらしい貧乏大学生。孤児院出身。結城美沙・結城樫緒の実の父親。2人の生母である「ゆうちゃん」とは8歳の時に関係を持ち、9歳の時点で二児の父となる。ただし、「ゆうちゃん」の妊娠・出産については本人は与り知らず、大学3年生（一浪したため21歳）の時点で中学生になったばかりの我が子たちとはじめて対面する。また、美沙の工作により、伝説のトレジャーハンターであるダーティフェイスだと誤解されている。
過去に大怪我を負って左半身不随となるが、その事件を契機として伝説の拳法・九頭竜を会得した。九頭竜の応用で神経を無理やりバイパスさせることで、健常者と同じように身体機能を維持している。そのためか、通常の人間とは心拍・呼吸等のバイタルが大幅に異なる。作中の医師の発言では数値的には半死人のようにみえる模様。このように特殊な体質であるため、体調を崩すと、バイパスが維持できずに半身不随に近しい状態に戻ってしまう。が、前述のように身体の運用方法自体が特殊な為か、医師の処置を受けてからの回復は異常に早い。
九頭竜によって身体能力が強化されている為、銃器で武装した程度の相手なら集団であってもかなわない程。その上ミュージアムのハイキュレーターと渡り合える程度には九頭竜に習熟している。桐古は相当の手練に達していると見立てたが、後にシェピロから正統ではなくマスタークラスにも達していないと喝破された。同時に半身不随の身では九頭竜を極めることはできないだろうとも述べられている。
戦闘面においては屈強といえるのだが、それ以外では凡庸で、戦術・戦略は不本意ながら美沙に頼っている。特に口下手なところが目立ち、自分のことを「伝説のトレジャーハンターであるダーティフェイス」と思い込んでいるエージェントの誤解を解けずにいる。また、第一巻では早とちりなところが目立つが、以降のシリーズでは落ち着いてものを考えるようになった。
当初、麻当美貴こそ彼が捜していた初恋の「ゆうちゃん」だとは気付いていなかったが、物語の進展につれて両者が同一人物と疑いを深めつつある。ただ、それを美貴本人に確かめるのに躊躇いがある模様。
麻当 美貴（まとう みき）
鷲士と同じ大学に通う女子大学生。20歳。鷲士と一番近しい女性だが、不条理な態度で振り回すこともある。
実は美沙・樫緒の実の母親。麻当は婿養子だった父の旧姓。鷲士からは「ゆうちゃん」と（当時の名字である結城をもじって）昔呼ばれていた。7歳の時に鷲士と関係を持ち、8歳で2児の母となり、本作における非常に複雑な家族関係を作った張本人。樫緒同様、ある種の超能力を持っているが、精々ひとつの対象に対して念動力を作用させられる程度。
彼女と鷲士を結びつけ、名実共に4人の家族を揃えることが結城姉弟の目標だが、鷲士の鈍感さもさることながら、美貴が幼少期のイメージだけで鷲士を解釈し、現状を認識しない態度をとるせいで状況は芳しくない。
結城 美沙（ゆうき みさ）
鷲士と美貴の間に生まれた娘で、樫緒は双子の姉にあたる。ファザコン気味。
カトレア女学院に通う現役の中学生だが、OS市場の独占市場を1年で塗り替えた企業フォーチュンテラー・インダストリー（FORTUNE-TELLER INDUSTRY）の創業者の一人であり、政界・官界にも影響力を持ち、警視庁や大臣にも頭を下げさせるほどの闇の実力者。愛用機はF-22ラプター改（2人乗り・艦載機に改造済み）とX－32改（をモチーフとした試作機）、およびAV8Bハリアー2改。愛車はランボルギーニ・カウンタックLP500改（機関砲搭載、気密コクピット等の改造済み）。
両親である鷲士と美貴を結びつけ、名実共に4人の家族を揃えることを目標としているのだが、鷲士の鈍感さと、美貴の低級な現状認識により上手くいかない。美沙からすれば、鷲士よりも美貴の落ち度が目に付いており、冗談ではあるが、美貴を切り捨てて自分と樫緒だけで草刈姓を名乗るとまで言い放つ。
結城 樫緒（ゆうき かしお）
鷲士と美貴の間に生まれた息子で、美沙は双子の弟にあたる。巨大財閥・結城グループの次期総帥。家族以外の人間には非常に冷たいが、少々シスコン気味。いわゆる超能力を持っていてその力は一族随一。
当初は鷲士の事を誤解し忌み嫌っていたが誤解が解けた後に父として認め、鷲士と上手くいく様に美貴に助言したり、鷲士が結城グループの一員してきちんと働けるように教育したりしている。

### ミュージアム
館長
「星詠みの老母（The Old Mother of Fortune Teller）」と呼ばれるミュージアムの最高指導者。少なくとも80年近く前から同じ地位にある。得体の知れない怪人たちを統括する謎多き人物。
現在は体調が思わしくないとされ、デウスが館長代理、シェピロが伝言役として組織を運営しているが、館長を慕う古参のハイキュレーターと両者の間には軋轢がある。
デウス・エキセドル
ミュージアム大幹部の一人。長らく臥せっている館長の代理として、組織の運営を担う長老。25年以上前、館長自身が連れてきた三人の人材のうちの一人。ゆえに当初から、他の構成員からの口出しを受け付けず、古参キュレーターには疎んじられている。シェピロと違い、若手からも嫌悪されているような描写がある。「喉の渇きを女の体液で満たす大人格破綻者」と陰口を叩かれた事があるが、詳細は不明。なお、長老は役職名であり、べつにデウスが組織の最古参というわけではない。
詳しい人相や体格は不明だが、手の甲に丸い物を押し当てたような古い跡がある。くだけた軽い話し方をする。
シェピロとの会話から、その正体は、来訪者の一員にして、怒れる者の一人「狂えるヤマ」と推測される。
シェピロ・ダンストン
ミュージアム大幹部の一人。実働部隊の頭領たるマスターキュレーター。25年以上前、館長自身が連れてきた三人の人材のうちの一人。ゆえに当初から、他の構成員からの口出しを受け付けず、古参キュレーターには疎んじられている。館長の伝言役としてハイキュレーターを束ねるが、館長代理であるデウス・エキセドルと個人的に親しい事から、実際の命令の出所を疑う者もいる。
中南米の古代を思わせる黄金の覆面に、組み合わせを無視したダークスーツを着込んだ奇怪な姿で現れる事が多い。素顔は、腰に届きそうな輝く銀髪、浅黒い肌に、切れ長の緑の瞳をした、20代後半に見える落ち着いた雰囲気の長身の美男子。徹底的に抑揚が排された話し方をする。
その能力は絶大で、直接対決では鷲士を終始圧倒し、遂には絶命せしめた。過去においては、ロシアの渓谷で九頭竜の正統たる鷲士の師匠にも瀕死の重傷を負わせている。桐古の見立てによれば、深海の大破壊竜でも連れて来ないかぎり、シェピロと対等に戦うのは不可能である。
その正体は来訪者の一員にして怒れる者の一人、「哀しみに暮れるケイロン」。
桐古 連（きりこ れん）
ハイキュレーターの一員。「稗田阿礼私事草本」を巡り、鷲士が最初に戦ったハイキュレーター。
白いアルマーニのスーツに、白い革靴が嫌味にならない、芸術家風の美男子。サザビーズ主催のパーティーに出席するなど、表の顔も持ち合わせる。敵対する相手にも、まず金銭による交渉をもちかけており、後出のハイキュレーターたちとは毛色の一風変わった対応をしている。
保有するハイアートは、荷電粒子を放つ黄金銃ブラマダッター。その圧倒的な火力で、一時は鷲士を撃退するものの、なよ竹の鬼の襲撃を受けて死亡する。
鷲士がシェピロの手により絶命した後、銀河鉄道を模した死出の旅路に現れ、数々の助言を与えたが、果たして彼本人なのかは不明。
ディーン・タウンゼント
ハイキュレーターの一員。世界樹の船を巡り、ドイツで鷲士と戦った。
病的な痩せ具合だが、茫洋として落ち着いた目付きの男性画家。後頭部には大きな縫合跡がある。自分の血液を舐めて血である事を確認する奇癖がある。
保有するハイアートは、描いた絵が現実になる画家ヴィタリスの魔筆。魔筆は、何故かヴィタリスとタウンゼントにしか扱えぬ上、あまりにもオカルトじみた能力のために、ハイキュレーターの間でも異端派と呼ばれている。
78年前のフランスの片田舎で暮らしていた以前の記憶が無く、そこで出会った館長に請われるままミュージアムに参加した。当時から老化や病気と無縁であり、本人も自分の体質に疑問を感じている。実は、館長によって記憶を弄られたヴィタリス本人であり、その肉体は油絵具で描かれたもの。血液も絵具だった。最期は、自分の正体と才能の枯渇に絶望しながら、異世界に消えた。
ヴィタリス
19世紀末のロンドンに在住していた画家。フルネームも正確に伝わっていない、やや知能の低い気弱な青年だが、灌漑工事の手伝いをしていた時に入手した、描いた絵に生命を吹き込む奇怪な魔筆を持ち、当時はそれなりに有名であったようだ。何故か、魔筆はヴィタリスにしか扱えず、不動の名声を手にした彼は、ついに宮廷に招かれる。しかし、彼の描いた動物が王女の愛玩犬に危害を加えるという不祥事を起こし、過剰な恐怖から、壁に描いた扉の向こうに消えた。
扉の向こうの異世界では恐竜に襲われ続けて、帰還した時には、ほぼ体の全部を絵で代用していた。死角にあり、うまく描けない後頭部を代筆してくれる者を求めて、フランスに渡り消息不明となる。おそらく、そこで館長と出会い、ディーン・タウンゼントとして記憶を改竄されたものと思われる。
ウルスラ・ダリアン
ハイキュレーターの一員。人魚を巡って、伊勢湾で鷲士と戦った。
薄い小麦色の肌に長い黒髪の美女。もともとは世界的に名声を得ていた声楽家であったが、飲酒運転による交通事故で十数人もの子供を巻添えにして、自身も声帯と両足を失う。事件後、まったく反省を見せず、社会的に抹殺されたが、その才能を見込んだミュージアムに登用され、古代音楽の再現に従事することとなった。
保有するハイアートは、擬似人魚。アイルランドで発見された人魚の死体から、一部の体組織を移植して声帯と両足を再生しており、その声によって他人の感情や記憶すら操作できる強力な催眠術を駆使する。また、両足は切り落とされても、切断面を合わせれば瞬時に癒着する局部的な不死性を持つ。
催眠能力によって鷲士を追い詰めるが、最期は来訪者の遺産である海坊主に全身を砕かれ、古谷に足蹴にされて死亡した。
ヴァン=バチスト・ギョーム
ハイキュレーターの一員。アトランティスにて鷲士と戦った。
2メートル超の長身でありながら、押し潰されたような痩身。ソフト帽を目深に被り、口元は白いマスクで覆った、トレンチコート姿の眼光鋭い中年男性。表向きの職業は、香水の調香師で、ことあるごとに周囲の人間の体臭に悪態をついている。
保有するハイアートは、人狼である自身の肉体。ほぼ、不死に近い体質。狼化した後は、身長は3メートルほどになり、それに合わせて体格も膨れ上がる。筋力や敏捷性が飛躍的に増し、伸びた爪は日本刀並みの切れ味を見せる。
ミュージアムではかなりの古参であり、自分より新参でありながら序列の高いデウスやシェピロへの反感を露にしている。だが、その度が過ぎた態度により、ツェデンバルによって過去の世界に置き去りにされた。
鷲士がまともに戦闘で倒した数少ないハイキュレーター。
ハルヴア・ツェデンバル
ハイキュレーターの一員。アトランティスにて鷲士と戦った。
ドレッドロックス調にまとめた黒髪をした、線の細いアジア系の美男子。左右の腕に3本ずつ腕時計をはめている。通常の倫理観に乏しいミュージアムの構成員の中でも、とりわけ酷薄な性格。
保有するハイアートは、主であるツェデンバルの命令に応じて自律的に行動する鉄の処女のエリザベス。ただし、年端もいかない少年兵の処刑を躊躇う素振りを見せるなど、主人の性格とは正反対な気質の人形である。
ミュージアムでは最も若い世代なので、デウスやシェピロを不気味に思いながらも、さほどの反感は持っていない様子。むしろ、幾度も不満を漏らしていたギョームを疎んじていた。アトランティス事件の終盤にシェピロの黙認のもと、ギョームを過去の世界へと放逐したが、現代に帰還した際に5000年の年月を経て生き延びた老ギョームに復讐され死亡。その際に、エリザベスを旧知のスプレイに託した。
ゴドー
ハイキュレーターの一員。
ミュージアムではギョームと並ぶ古参であり、自分より新参でありながら序列の高いデウスやシェピロへの反感を露にしている。朝は苦手。
ダーハッド
ハイキュレーターの一員。
アンプラブル
ハイキュレーターの一員。現在、音信不通でミュージアム上層部も行方をつかんでいない模様。

### 脱退者
三人目
館長自身が連れてきた三人の人材のうちの一人。すでに組織を去っている。
スプレイ
元タウンゼント配下の強化人間。「プシュー」が口癖（恐らくスプレー缶の排気音）。
元々はジャンキーのアーティスト崩れだったが、そのボロボロになった体の代わりに、頭部以外をクレタ島から回収された来訪者の遺産タロスに置き換えている。美沙の反応からタロス自体はメジャーな遺産であるらしいが、彼のものは成人男性サイズと小型である点が珍しい模様。ただし、彼のタロスには心臓部が無かった為、タウンゼントが描いた心臓で補っている。その為、定期的にタウンゼントに描いてもらう必要があった。
任務の途中でタウンゼントに愛想をつかし、口論の末に立ち去ろうとしたが彼に撃たれ、突き落とされるも、ルイーゼの助けもあり生還。鷲士達に加勢し、タウンゼントに復讐を遂げる。
その後、描かれた心臓が消滅するまで気ままに過ごそうかとしていた矢先にルイーゼから懇願された美沙が彼に心臓を提供。悪事を働かないことを約束し、姿を消した。
ツェデンバルとは旧知の間柄。
ヴァン=バチスト・ギョーム
アトランティス事件において過去の世界に取り残されたギョームが、5000年の齢を積み重ねて現代まで生き延びた姿。自分を陥れたツェデンバルに復讐を果たした後、冴葉の協力要請には即答せず、身を隠した。
冴葉と彼に共通の知人がいるような描写がみられるが詳細は不明。
さすがに容姿には老化の兆しが見られるものの運動能力は衰えておらず、逆に数千年の年月で培ったのか戦闘技術は格段に進歩しており、自分で製作した黄金銃ブラマダッターまで持つ。

## 既刊一覧
- 伊達将範（著）・西E田（イラスト）、メディアワークス〈電撃文庫〉、既刊7巻（2005年1月10日現在）
  - 『DADDYFACE』、2000年3月25日初版発行（2000年3月10日発売[1]）、ISBN 4-8402-1478-6
  - 『DADDYFACE 世界樹の舟』、2000年6月25日初版発行（2000年6月10日発売[2]）、ISBN 4-8402-1534-0
  - 『DADDYFACE 冬海の人魚』、2001年1月25日初版発行（2000年12月21日発売[3]）、ISBN 4-8402-1711-4
  - 『DADDYFACE メドゥーサ』、2003年7月25日初版発行（2003年7月10日発売[4]）、ISBN 4-8402-2405-6
  - 『DADDYFACE メドゥーサII』、2003年9月25日初版発行（2003年9月10日発売[5]）、ISBN 4-8402-2453-6
  - 『DADDYFACE メドゥーサIII』、2004年11月25日初版発行（2004年11月10日発売[6]）、ISBN 4-8402-2840-X
  - 『DADDYFACE メドゥーサIV』、2005年1月25日初版発行（2005年1月10日発売[7]）、ISBN 4-8402-2916-3